# Municipio Teoponte
Das Municipio Teoponte liegt im Departamento La Paz im südamerikanischen Anden-Staat Bolivien.

## Lage im Nahraum
Das Municipio Teoponte ist eines von acht Municipios der Provinz Larecaja und liegt im nordöstlichen Teil der Provinz. Es grenzt im Norden an die Provinz Franz Tamayo, im Westen und Süden an das Municipio Guanay, im Südosten an die Provinz Caranavi und im Osten an die Provinz Sud Yungas.
Das Municipio misst von Norden nach Süden und von Westen nach Osten je 45 Kilometer. Das Municipio umfasst 112 Gemeinden (localidades), der zentrale Ort des Municipio ist die Ortschaft Teoponte mit 1519 Einwohnern im südwestlichen Teil des Municipios. (Volkszählung 2012)

## Geographie
Das Municipio Teoponte liegt nordöstlich des Titicacasees am Ostrand der Anden-Gebirgskette der Cordillera Real im bolivianischen Yungas-Tiefland im Einzugsbereich des Río Beni, einem der wichtigen Flüsse des Amazonas-Tieflandes.
Die mittlere Durchschnittstemperatur der Region liegt bei knapp 26 °C (siehe Klimadiagramm Guanay), der Jahresniederschlag beträgt etwa 1600 mm. Die Region weist keinen ausgeprägten Temperaturverlauf auf, die Monatsdurchschnittstemperaturen schwanken nur unwesentlich zwischen 23 °C im Juni und Juli und 27 °C von November bis Januar, und auch die Tages- und Nachttemperaturen weisen nur geringe Schwankungen auf. Die Monatsniederschläge liegen unter 50 mm in den Monaten Juni und Juli und über 200 mm von Dezember bis Februar.

## Bevölkerung
Die Einwohnerzahl des Municipio Teoponte war zwischen 1992 und 2024 deutlichen Schwankungen unterworfen, ist insgesamt jedoch um die Hälfte angestiegen:
| Jahr | Einwohner | Quelle       |
| ---- | --------- | ------------ |
| 1992 | 9.438     | Volkszählung |
| 2001 | 7.109     | Volkszählung |
| 2012 | 10.349    | Volkszählung |
| 2024 | 13.469    | Volkszählung |

Die Säuglingssterblichkeit im Municipio Teoponte ist von 9,4 Prozent (1992) auf 7,6 Prozent im Jahr 2001 gesunken, der Alphabetisierungsgrad bei den über 6-Jährigen betrug 88,6 Prozent im Jahr 2001.
92,4 Prozent der Bevölkerung sprechen Spanisch, 44,5 Prozent sprechen Aymara, und 9,5 Prozent Quechua. (2001)
54,2 Prozent der Bevölkerung haben keinen Zugang zu Elektrizität, 70,1 Prozent leben ohne sanitäre Einrichtung (2001).
65,0 Prozent der 2.287 Haushalte besitzen ein Radio, 13,2 Prozent einen Fernseher, 16,4 Prozent ein Fahrrad, 1,3 Prozent ein Motorrad, 2,1 Prozent ein Auto, 8,7 Prozent einen Kühlschrank, 0,1 Prozent ein Telefon. (2001)

## Politik
Ergebnis der Regionalwahlen (concejales del municipio) vom 4. April 2010:
| Wahl- berechtigte |  | Wahl- beteiligung | gültige Stimmen |  | MAS-IPSP |
| ----------------- |  | ----------------- | --------------- |  | -------- |
| 2.839             |  | 2.250             | 1.140           |  | 1.140    |
|                   |  | 79,3 %            | 50,7 %          |  | 100,0 %  |

Ergebnis der Regionalwahlen (elecciones de autoridades políticas) vom 7. März 2021:
| Wahl- berechtigte |  | Wahl- beteiligung | gültige Stimmen |  | MAS-IPSP | J.A.LLALLA.L.P. | MTS     | PBCSP  | UN     | SOL.BO | FPV    |
| ----------------- |  | ----------------- | --------------- |  | -------- | --------------- | ------- | ------ | ------ | ------ | ------ |
| 4.393             |  | 3.687             | 2.953           |  | 1.234    | 901             | 325     | 186    | 117    | 66     | 33     |
|                   |  | 83,93 %           | 80,09 %         |  | 41,79 %  | 30,51 %         | 11,01 % | 6,30 % | 3,96 % | 2,24 % | 1,12 % |

## Gliederung
Das Municipio untergliederte sich bei der letzten Volkszählung von 2012 in die folgenden beiden Kantone (cantones):
- 02-0608-06 Kanton Teoponte – 70 Gemeinden – 7.969 Einwohner
- 02-0608-10 Kanton Santo Domingo – 42 Gemeinden – 2.470 Einwohner

## Ortschaften im Municipio Teoponte
- Kanton Teoponte
  - Teoponte 1519 Einw. – Mayaya 959 Einw. – Tomachi 629 Einw.